# شیخله
شیخله(به کردی: شێخەڵە، Şêxelle) روستایی از توابع بخش زیویه در شهرستان سقز است که در استان کردستان ایران قرار دارد.

## جمعیت
این روستا در دهستان امام واقع شده و براساس سرشماری سال ۱۳۸۵، جمعیت آن ۱۱۸ نفر (۲۴ خانوار) بوده‌است.